# 뷔징겐
뷔징겐(독일어: Büsingen, 정식 명칭: 뷔징겐암호흐라인(독일어: Büsingen am Hochrhein))은 독일 바덴뷔르템베르크주에 위치한 도시로 면적은 7.62km2, 인구는 1,374명(2014년 12월 31일 기준), 인구 밀도는 180명/km2이다. 행정 구역상으로는 프라이부르크현에 속한다. 라인강 북안과 접하며 스위스 샤프하우젠주에 둘러싸여 있는 월경지(위요지)이다.

## 역사
뷔징겐은 1693년에 오스트리아의 봉건 영주였던 에베르하르트 임 투른(Eberhard Im Thurn)의 납치 및 수감 사건으로 인해 구스위스 연방의 샤프하우젠주와의 분쟁을 빚었다. 하지만 뷔징겐은 오래 전부터 오스트리아의 지배를 받고 있었기 때문에 스위스의 통제를 받지 못했다.
뷔징겐은 나폴레옹 전쟁이 진행 중이던 1805년에 체결된 프레스부르크 조약에 따라 뷔르템베르크 왕국의 지배를 받았다. 1918년에는 제1차 세계 대전의 종전과 함께 뷔징겐에서 실시된 주민투표에 참여한 전체 유권자의 96%가 뷔징겐의 스위스 귀속을 찬성했지만 스위스 정부가 독일의 월경지와 교환할 땅을 찾지 못해 실현되지 않았다. 1967년 스위스와 서독 정부 간의 협상 끝에 서독 영토에 남기로 결정했다.

## 특징
정치적으로는 독일 영토에 있지만 경제적으로는 스위스의 경제권에 있다. 독립 국가인 리히텐슈타인, 이탈리아의 도시인 캄피오네디탈리아와 함께 스위스 관세 영역을 구성한다. 독일과 스위스 모두 솅겐 조약에 가입했기 때문에 국경 검문이 없으며 국경 왕래가 자유롭다. 법적으로는 독일의 통화인 유로가 통용되지만 대부분의 주민들은 스위스 프랑으로 거래한다.
샤프하우젠주 경찰이 뷔징겐에서 범인을 체포한 경우에는 스위스에서 조사를 받게 된다. 치안 유지를 위해 파견되는 스위스 측의 경찰관 수는 10명, 독일 측의 경찰관 수는 100명으로 제한되어 있다. 스위스의 법률이 적용되는 분야에서는 스위스 경찰이 관할하며 독일의 법률이 적용되는 분야에서는 독일 경찰이 관할한다. 뷔징겐에는 초등학교가 설치되어 있으며 학부모는 자녀가 초등학교를 졸업한 이후에 스위스의 학교에서 학업을 계속할 지, 독일의 학교에서 학업을 계속할 지를 선택해야 한다.
뷔징겐에는 독일 측에서 운영하는 우체국이 설치되어 있는데 스위스 측 주소는 "스위스 뷔징겐암호흐라인, 우편번호 8238"(8238 Büsingen am Hochrhein, Schweiz), 독일 측 주소는 "독일 뷔징겐암호흐라인, 우편번호 78266"(78266 Büsingen am Hochrhein, Deutschland)이다. 우표는 독일의 우표, 스위스의 우표 가운데 하나를 사용하며 스위스의 우표 가격은 85 라펜, 독일의 우표 가격은 62 유로센트이다. 우체국 밖에는 도이체 텔레콤, 스위스컴에서 운영하는 공중전화 부스가 있다.

뷔징겐의 위치

## 같이 보기
- 캄피오네디탈리아
- 리비아 (스페인)